# Tazlău (Trotuș)
Il fiume Tazlău è un affluente del fiume Trotuș in Romania.
| Controllo di autorità | VIAF (EN) 315124932 |